# Julie Bowen

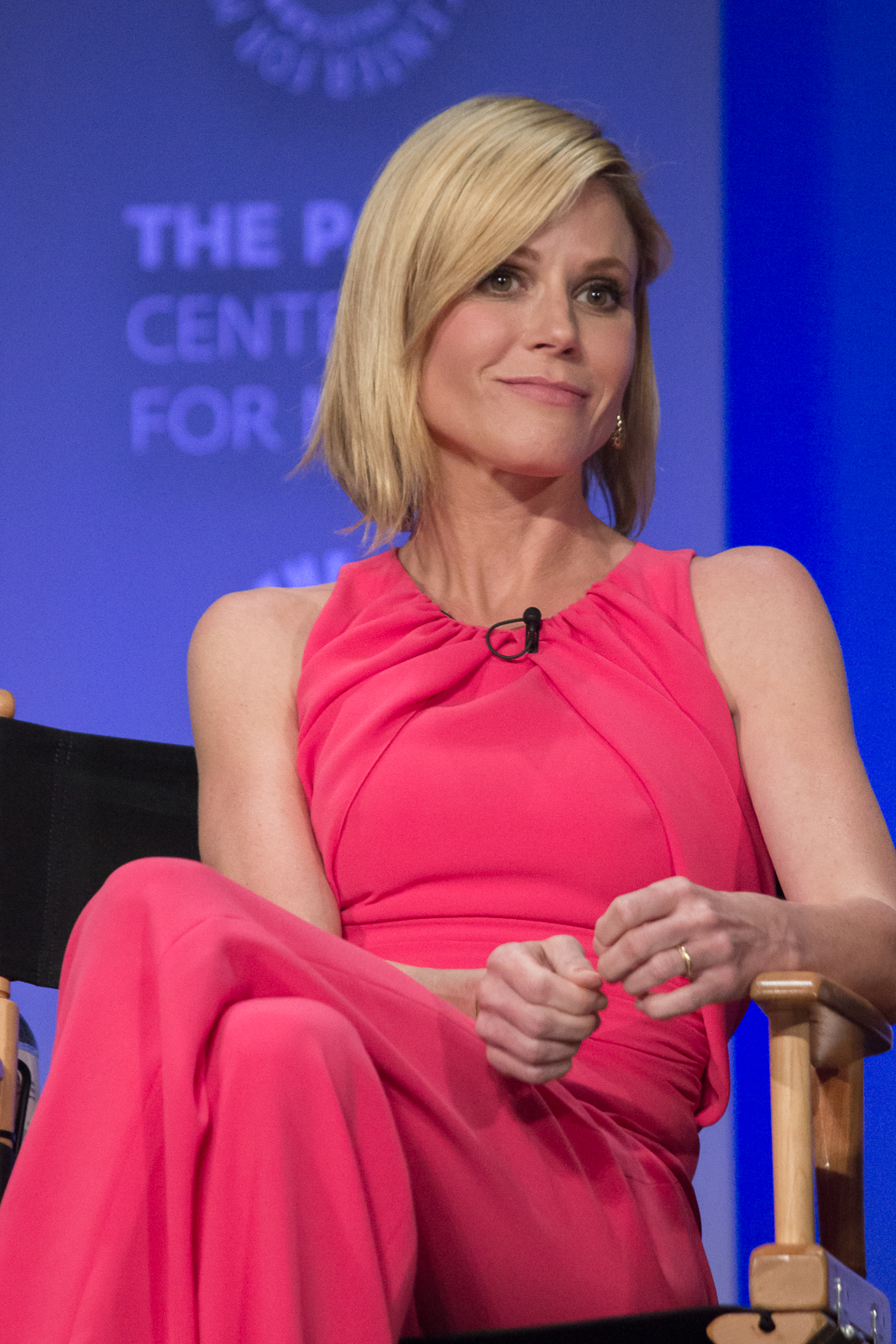
Julie Bowen (2015)

Julie Bowen (* 3. März 1970 in Baltimore, Maryland als Julie Bowen Luetkemeyer) ist eine US-amerikanische Schauspielerin.

## Leben und Karriere
Bowen ist das zweite von drei Kindern. Ihr Vater ist Immobilienmakler, die ältere Schwester Innenarchitektin, die jüngere Schwester Ärztin in San Francisco.
Bowens Schauspielkarriere begann 1992. Sie ist vor allem für ihre Gastauftritte in Fernsehserien wie beispielsweise Emergency Room – Die Notaufnahme, Dawson’s Creek, Lost, Weeds oder Monk bekannt. Zu ihren bekannteren Filmen zählen Happy Gilmore mit Adam Sandler und Joe Jedermann mit Tim Allen. Von 2000 bis 2004 spielte sie eine Hauptrolle in der erfolgreichen Fernsehserie Ed – Der Bowling-Anwalt. Danach war sie von 2005 bis 2008 ebenfalls in einer Hauptrolle in der Anwaltsserie Boston Legal zu sehen. Von 2009 bis 2020 gehörte sie zur Hauptbesetzung der Mockumentary-Comedy-Serie Modern Family. Für ihre Darstellung der ebenso überfürsorglichen Mutter wie charismatischen Geschäftsfrau Claire Dunphy gewann sie 2011 und 2012 einen Emmy.
Von September 2004 bis Februar 2018 war Bowen mit dem Immobilienunternehmer Scott Phillips verheiratet, mit dem sie drei Kinder hat.

## Filmografie (Auswahl)
- 1992: Five Spot Jewel
- 1994: Wilde Töchter (Runaway Daughters)
- 1996: Happy Gilmore
- 1996: Vier lieben dich (Multiplicity)
- 1997: American Werewolf in Paris (An American Werewolf in Paris)
- 1998–1999: Emergency Room – Die Notaufnahme (ER, Fernsehserie, 9 Folgen)
- 1998, 2000: Drei stahlharte Profis (Three, Fernsehserie, 4 Folgen)
- 1999: Last Man On Planet Earth (Fernsehfilm)
- 2000: Dawson’s Creek (Fernsehserie, Folge 3x19 Stolen Kisses)
- 2000–2004: Ed – Der Bowling-Anwalt (Ed, Fernsehserie, 83 Folgen)
- 2001: Amys Orgasmus (Amy’s Orgasm)
- 2001: Venus und Mars (Venus and Mars)
- 2001: Joe Jedermann (Joe Somebody)
- 2005: Kids in America
- 2005–2007: Lost (Fernsehserie, 5 Folgen)
- 2005–2008: Boston Legal (Fernsehserie, 52 Folgen)
- 2007: Sex and Death 101
- 2008: Law & Order: Special Victims Unit (Fernsehserie, Folge 10x01 Trials)
- 2008: Weeds – Kleine Deals unter Nachbarn (Weeds, Fernsehserie, 7 Folgen)
- 2009: Monk (Fernsehserie, Folge 7x14 Mr. Monk and the Bully)
- 2009–2020: Modern Family (Fernsehserie, 250 Folgen)
- 2010: Kleine Lügen auf Bewährung (Crazy on the Outside)
- 2011: Conception
- 2011: Jumping the Broom
- 2011: Kill the Boss (Horrible Bosses)
- 2012: Knife Fight – Die Gier nach Macht (Knife Fight)
- 2014: Planes 2 – Immer im Einsatz (Planes: Fire & Rescue; Stimme)
- 2015: Childrens Hospital (Fernsehserie, Folge 6x02 Codename: Jennifer)
- 2016: Better Things (Fernsehserie, Folge 1x01 Sam)
- 2017: Tangled – Before Ever After (Fernsehfilm, Stimme)
- 2017: The Mindy Project (Fernsehserie, Folge 6x04 Leo’s Girlfriend)
- 2017–2020: Rapunzel – Die Serie (Rapunzel’s Tangled Adventure, Fernsehserie, 15 Folgen, Stimme)
- 2018: How to Party with Mom (Life of the Party)
- 2019–2021: DuckTales (Fernsehserie, 7 Folgen, Stimme)
- 2020: Hubie Halloween
- 2021: The Life After (The Fallout)
- 2021: Mixtape
- 2023: Totally Killer – Gefährliches Spiel mit der Zeit (Totally Killer)
- 2023–2024: Haileys Mission (Hailey’s On It!, Fernsehserie, 15 Folgen, Stimme)
- 2024: Hysteria! (Fernsehserie, 8 Folgen)
- 2025: Happy Gilmore 2

## Auszeichnungen
- 2006: Nominierung für den Screen Actors Guild Award in der Kategorie Bestes Schauspielensemble in einer Comedyserie für ihre Darstellung in der Fernsehserie Boston Legal
- Screen Actors Guild Awards 2010 Bestes Schauspielensemble für Modern Family (Nominierung)
- Screen Actors Guild Awards 2011 Bestes Schauspielensemble für Modern Family (Auszeichnung)
- Screen Actors Guild Awards 2012 Bestes Schauspielensemble für Modern Family (Auszeichnung)
- Screen Actors Guild Awards 2013 Bestes Schauspielensemble für Modern Family (Auszeichnung)
- 2011: Emmy in der Kategorie Beste Nebendarstellerin in einer Comedyserie für Modern Family
- 2012: Emmy in der Kategorie Beste Nebendarstellerin in einer Comedyserie für Modern Family